# Qassimiut
Qassimiut är en grönländsk bygd i Kujalleq kommun. Som mest bodde 230 människor i Qassimiut (1962), men år 2015 är antalet nere på 26. Qassimiut ligger på en ö med samma namn, cirka 60 kilometer väster om staden Qaqortoq. Transporter sker med helikopter och icke-reguljär båttrafik. 
Politikern Jonathan Motzfeldt föddes i Qassimiut. 
Den svenske clownen och entreprenören Ruben Madsen har gjort en film om barnen på Qassimiut: "Som en fluga".